# Nutricia
Nutricia (произносится Нутри́ция) — специализированная компания, направлением 
деятельности которой является здоровое питание и здравоохранение. Входит в состав группы продовольственных
компаний Danone. Сосредоточивает деятельность исключительно на научных исследованиях
и разработке пищевых продуктов для пациентов и людей, которым нормальная диета не подходит
в той или иной мере. Одной из основных отраслей деятельности является детское питание.
Штаб-квартира — в Амстердаме.
В 1896 году Мартинус ван дер Хаген Мартинус ван дер Хаген (Martinus van der Hagen),
владелец молочной фабрики в голландском городке Зотермеер, начал производство первых в истории детских молочных смесей
на основе коровьего молока, используя уникальную на то время методику сушки молока в пекарне. Эти смеси стали
первыми в разнообразном ассортименте продуктов компании Nutricia.
В самом начале 20-го века Nutricia устанавливает тесное сотрудничество с ведущими медицинскими специалистами
по разработке специальных продуктов. В 1905 году Nutricia ввела понятие специализированной медицинской пищи,
разработав специальные диетические продукты, такие как молоко с низким содержанием сахара для страдающих от
диабета пациентов и богатое йодом молоко.
Во времена Первой мировой войны продукты компании Nutricia раздавались бесплатно.
По окончании Второй мировой войны Nutricia сфокусировалась на научной разработке продуктов питания.
В 1946 году был открыт первый собственный научно-исследовательский центр. В этом же году впервые в продажу поступили детские
продукты для прикорма в баночках. Начиная с 1950 года, диетологи-специалисты компании начали проводить
образовательную работу с практикующими педиатрами о правильном питании малышей в первый год жизни.
Технические открытия, сделанные в 60-е годы, привели к разработке специализированных пищевых продуктов для больниц и
введению Nutri 2000 — комплексного решения для хронически больных людей с серьёзными проблемами с питанием.
В 1990-х Nutricia приобрела несколько заводов, которые занимаются выпуском детского питания: SHS International
(Великобритания) и Milupa (Германия). Это также расширило её возможности разработок в области питания для людей с 
врожденным нарушением обмена веществ и тяжёлой формой аллергии на коровье молоко.
Вместе с британским производителем детского питания Cow & Gate эти компании были объединены под брендом Numico.
В 2007 году Numico стал частью группы Danone.

## Детское питание
Под маркой Nutricia ещё в начале прошлого столетия начали выходить совершенно новые на то время продукты питания для
маленьких детей. В 1946 году были выпущены первые готовые овощные смеси для детей — Olvarit.
Через несколько лет, в 1955 году, Nutricia вводит в оборот специальную детскую муку на основе риса. Сейчас
разнообразие продуктов детского питания Nutricia способно удовлетворить самые разнообразные вкусы и нужды.
По данным исследования «NIELSEN HOLDINGS H.V.» в 2011 году Nutricia заняла первое место в категории детских смесей
от полугода до года в 13 странах Европы.

## Исследовательские центры
Сегодня группа компаний Nutricia — это:
- 21 завод по производству детского питания;
- 49 молокозаводов;
- 3 завода по производству лечебного питания.

Также в состав группы компаний входят два научных центра в Нидерландах и Франции, которые исследуют
влияние питания в раннем возрасте на здоровье в будущем, развитие микрофлоры и
иммунной системы. Ещё одно направление — изучение состава и свойств грудного молока
— проводится уже более 30 лет в собственном специализированном научном центре Nutricia.
В обязанности научных центров входит:
- проверка наличия в составе продуктов всех необходимых питательных веществ;
- проверка на отсутствие в продуктах вредных веществ: пестицидов, микотоксинов, тяжёлых металлов, нитратов, нитритов, остаточного количества медицинских препаратов и т.д.;
- проведение всего спектра микробиологических анализов: от условно патогенных до патогенных бактерий.[4][5]

## Основные дочерние компании
І Ccedilmosan AS (Турция); Larkhall, Efamol Ltd (Великобритания); Rexall Sundown, Inc., Enrich International, Inc. (США), 
Lever (Индия); Kasdorf SA (Аргентина); Milupa SA (Швейцария); Mococa (Бразилия); Northfield Pty Ltd (Австралия);
Nutricia Ltd (Новая Зеландия); Nutricia Nederland BV; Galenco NV (Бельгия); Ovita Nutricia Sp. Zoo (Польша);
Pack-о-Med Medical Supply Systems BV (Нидерланды); PT Сарі Husada Tbk (Индонезия); Qihe Milk Corporation Ltd (Китай);
Szabolcstej (Венгрия); Vitamex AB (Швеция).